# Шарова-Заспанова, Нина Алексеевна
Нина Алексеевна Шарова (20 декабря 1918 года, посёлок Полевской — 10 мая 2006 года, Екатеринбург) — советская и российская актриса театра и кино, народная артистка Российской Федерации (1995).

## Биография
Родилась в посёлке Северского трубного завода — Полевском недалеко от Свердловска.
Ещё в школе увлеклась театром и посещала драматический кружок. После окончания средней школы она поступила в Свердловское театральное училище. Её педагогом стал Г. Г. Гвинеев. Закончила курс М. А. Бецкого в 1939 году.
После окончания учёбы начинает профессиональную карьеру в Свердловском драматическом театре. Здесь актриса проработала более 60 лет, сыграв большое количество ролей в спектаклях театра.
Скончалась 20 мая 2006 года, похоронена на почётной секции Широкореченского кладбища в Екатеринбурге.

## Награды и звания
В 1967 году награждена дипломом областной организации Всероссийского театрального общества (ВТО) за лучшую роль второго плана в спектакле В. Розова «Традиционный сбор».
В 1978 году награждена дипломом областного Союза театральных деятелей (СТД) за лучшую женскую роль в спектакле по повести В. Распутина «Последний срок».
В 1981 году присвоено звание «Заслуженный артист РСФСР».
В 1995 году присвоено звание «Народный артист Российской Федерации».

## Творчество
Дебютом Нины Алексеевны Шаровой на сцене Свердловского драматического театра стал спектакль по пьесе Лопе де Вега «Собака на сене», где она выступила в роли Онарды. Во время Великой Отечественной войны выступала в составе творческих групп перед солдатами, отправляющимися на фронт. С 1943 года работала в составе фронтовой бригады в расположении 30-го Уральского танкового корпуса.
За всю свою творческую карьеру сыграла более 120 ролей.

### Роли в театре
- «Вей, ветерок», Я. Райнис, Барба.
- «Двенадцатая ночь», В. Шекспир, Виола
- «Дядя Ваня», А. П. Чехов, Соня.
- «Мои Надежды», М. Ф. Шатров, Надежда Бурыгина.
- «Последний срок», В. Распутин, старуха.
- «Сильные духом», Д. Медведев и А. Гребнев, Валя.
- «Традиционный сбор», В. Розов, Лидия.
- «Чайка», А. П. Чехов, Нина Заречная[3].

### Фильмография
Снималась на Свердловской киностудии.
- 1983 год — телевизионный фильм «Впереди океан» режиссёра Владимира Лаптева, роль проводницы.
- 1984 год — кинофильм «Девочка из города» режиссёра Олега Николаевского, роль беженки из Сталинграда.
- 1985 год — кинофильм «Свадьба старшего брата» режиссёра Рубена Мурадяна, эпизодическая роль.